# Rituální porážka

Právní požadavky na rituální porážku v Evropě:
Omráčení není nutné
Je vyžadováno dodatečné omráčení
Je nutné současné omračování
Vyžaduje se předřezané omráčení
Rituální porážka je zakázána
Žádná data

Rituální porážka je zvláštní způsob porážky jatečného zvířete, při které je zvíře usmrceno v souladu s požadavky určitého náboženství. Rituální porážka je obvykle požadována k tomu, aby bylo maso takového zvířete rituálně čisté a povolené ke konzumaci věřícími. Tímto se rituální porážka poněkud odlišuje od zvířecí oběti, kdy je zabité zvíře celé nebo jeho části věnováno uctívanému božstvu.
V evropské a české legislativě se rituální porážkou míní porážka pro potřeby církví a náboženských společností, při které nemusí být zvíře před usmrcením omráčeno.  Jedná se o židovskou porážku šchitu a muslimskou porážku, která se nazývá dhabíha.
Způsob porážky bez předchozího omráčení zvířete je předmětem diskuzí mezi věřícími a ochránci práv zvířat. V některých evropských zemích je tento způsob porážky zcela zakázaný (Polsko, Švédsko, Dánsko či Švýcarsko) v ostatních je omezen a je prováděný na výjimku ze zákonů na ochranu zvířat.

## Historie rituální porážky
Rituální porážka, přesněji řečeno židovská šchita, představuje první oficiální návod, jak porazit zvíře s přihlédnutím k omezení jeho utrpení, bezpečí lidí i hygieně masa. Náboženské předpisy určují jaká zvířata mohou být poražena k lidské konzumaci a jak. V době svého vzniku představovala rituální porážka systém, který zajišťoval nejrychlejší a nejjistější usmrcení zvířete při tehdejších možnostech a technologiích, včetně nemožnosti jakkoliv maso zchladit.
Způsob provedení židovské porážky do značné míry převzali i muslimové.

## Druhy rituální porážky

### Šchita
Šchita, též šechita, je rituální porážka zvířat podle židovských náboženských předpisů (halachy). Je prováděna speciálně vyškoleným člověkem židovské víry, zvaným šochet. K usmrcení zvířete se používá speciální nůž obdélníkového tvaru, který je dlouhý přibližně jako dvojnásobek délky krku poráženého zvířete. Při porážce musí být dodrženo pět principů, které se týkají druhu nože a kvality jeho ostří, souvislosti, směru a situování řezu. Zvíře je znehybněno a za plného vědomí je v určitém místě podříznuto tak, že jsou přerušeny veškeré měkké tkáně spodní části krku, hrtan, průdušnice, obě krkavice i hrdelní žíly. Nůž se přitom nesmí dotknout obratlů.
Při podřezávání není povolen žádný tlak na nůž, vše musí být provedeno jedním tahem. Jakékoliv poškození ostří porážku zneplatňuje a maso již nemůže být košer.
Zvíře usmrcené jakýmkoli jiným způsobem je, stejně jako zvíře, které zemřelo samo od sebe, považováno za zdechlinu (nevela) a je židům přísně zakázáno ke konzumaci.

### Dhabíha
Dhabíha či zabíha je rituální porážka muslimů. Nemá tak přísné požadavky jako šchita. Musí být provedena dospělým svéprávným muslimem. Zvíře je při porážce položeno na zem směrem ke Kaabě a zabito podříznutím hrdla, přičemž přeťaté struktury jsou stejné jako u židovské porážky, páteř zůstává neporušena. V pravém okamžiku je vysloveno jméno boha Alláha, nejčastěji jako Bismillah.
Zvířata, které jsou zabita jinak, než vykrvácením, či zvířata, nad nimiž nebylo vysloveno Alláhovo jméno, jsou haram, nepovolená ke konzumaci.